# Спасена Ровером
Спасена Ровером (англ. Rescued by Rover, 1905) — немой черно-белый фильм Сесиля Хепуорта.

## Сюжет
Фильм состоит из последовательности следующих сцен:
1. В богатом доме спит ребёнок, охраняемый псом.
2. Вечером кормилица флиртует с солдатом, и старуха нищая, которой она отказала в милостыне, похищает девочку.
3. В гостиной мать узнает от кормилицы о пропаже ребёнка. Собака прыгает в окно.
4. Собака бежит по улице.
5. Собака заворачивает за угол.
6. Собака прибегает к ручью и быстро переплывает его.
7. Собака проникает в один из домов в пригороде.
8. На чердаке. Старуха-нищенка собирается раздеть девочку. Вбегает собака и пробует отнять девочку. Её выгоняют, и она убегает.
9. Собака на улице.
10. Собака переплывает ручей.
11, 12. Собака на улице.
13. Собака впрыгивает в, окно гостиной и увлекает за собой хозяина.
14, 15, 16, 17. Собака и её хозяин бегут по улицам, пересекают ручей (хозяин в лодке) и прибегают на улицу.
18. Отец отбирает ребёнка у нищенки.
19, 20, 21. Все трое возвращаются.
22. Мать обнимает своего ребёнка.

## В ролях
- Блэр — Ровер
- Маргарет Хепуорт — мать
- Сесиль Хепуорт — отец
- Барбара Хепуорт — ребёнок
- Мэй Кларк — няня

## Художественные особенности
«…Съемки сделаны хорошо, и иногда ритм „Спасена Ривером“ уже предвещает первые фильмы Гриффита. Фильм очень трогателен, несмотря на то, что Хепуорт во время погони не снимает с головы цилиндра…»

## Интересные факты
- «…Фильм „Спасена Ровером“, длина которого превышала 140 метров (425 футов), был продан по 10 фунтов 12 шиллингов за копию…»[1]
- Сесиль Хепуорт в 1905—1906 годах снял ещё два варианта этого фильма, пользовавшиеся неизменным успехом[1]